# Архив внешней политики Российской Федерации
Архив внешней политики Российской Федерации (сокр. АВП РФ, бывший Архив МИД СССР) — крупнейшее хранилище документов внешней политики МИД России.

## История создания архива
АВП РФ создавался с самого начала как ведомственный архив Народного комиссариата по иностранным делам (НКИД), образованного в ноябре 1917 г. после ликвидации Министерства иностранных дел Российской империи. В сентябре 1917 г. в ходе эвакуации ценностей из Петрограда часть документов архива МИД Российской империи была перевезена в Москву в помещение Московского главного архива МИД, другая часть — в Кирилло-Белозерский монастырь в бывшей Новгородской губернии, а третья так и осталась в Петрограде. Таким образом, после переезда в марте 1918 г. всех правительственных учреждений из Петрограда в Москву НКИД столкнулся с необходимостью создания нового внешнеполитического архива.
Известно, что первый нарком иностранных дел Л. Д. Троцкий, возглавлявший наркомат с ноября 1917 г. по февраль 1918 г. непосредственно иностранными делами занимался мало. Исполнявший с начала марта обязанности наркома иностранных дел, а 30 мая 1918 г. официально назначенный наркомом Г. В. Чичерин придавал большое значение сохранности документов. Отношение Г. В. Чичерина к архиву было высказано позже в виде образного сравнения: «НКИД нуждается в документах, как РККА нуждается в патронах»
Поэтому не случайно, что архив НКИД возник именно при канцелярии наркома как его личный архив, преобразованный после переезда НКИД в 1920 г. в здание на Кузнецком мосту в Текущий политический архив. Наверное, отсюда пошла бытовавшая потом почти 40 лет традиция формировать именные архивные фонды секретариатов наркомов и их заместителей.
В июне 1920 г. впервые в качестве самостоятельной структурной единицы в Наркоминделе появился Общий архив НКИД. Возглавил его Е. А. Адамов, получивший позднее за свои многочисленные труды по международному праву и истории международных отношений степень доктора исторических наук и звание профессора — в виде исключения без защиты кандидатской и докторской диссертаций.

## Деятельность архива в советские годы

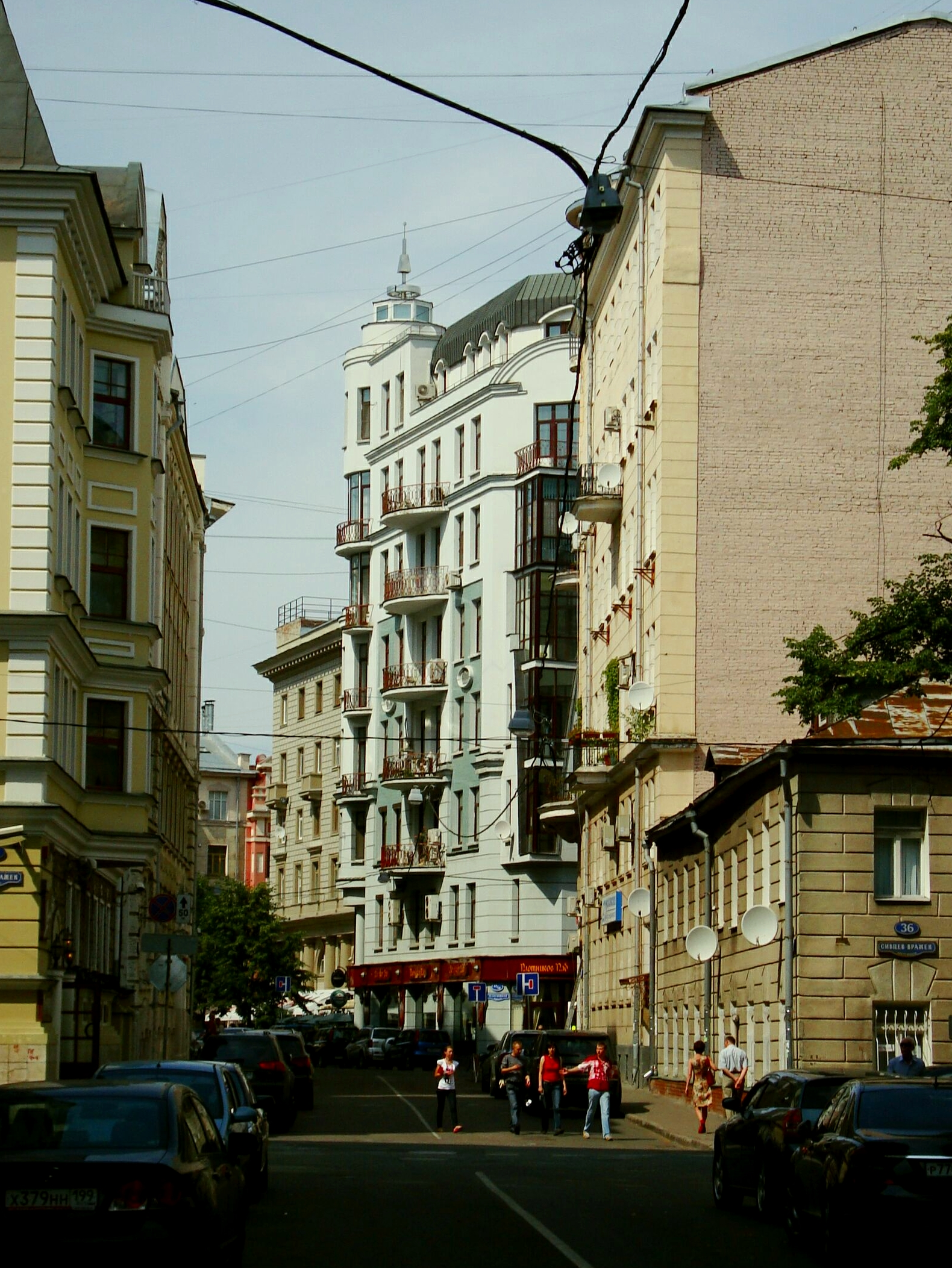
Москва, Плотников переулок — место расположения Архива внешней политики

В обязанности Общего архива НКИД входили сбор, классификация, обработка и хранение несекретной переписки всех существовавших тогда шести политических отделов наркомата. Секретная и телеграфная переписка наркома, а также ноты, подписанные им и его заместителями, международные договоры оставались в Текущем политическом архиве при канцелярии наркома. Согласно решению коллегии НКИД от 27 октября 1922 г. Общий архив стал подчиняться непосредственно секретариату Коллегии НКИД. Постепенно роль его возрастала. Уже в октябре 1926 г. в Общий архив на правах подотдела вошел Текущий политический архив.
По мере расширения всесторонних связей Советского государства с внешним миром и создания дипломатических и консульских представительств за рубежом возрастал объем документов, поступавших из-за рубежа, которые временно хранившихся непосредственно в полпредствах (посольствах) и консульских учреждениях. Острые политические конфликты с рядом стран, возникшие в 1927 году в связи с убийством в Варшаве советского полпреда П. Л. Войкова, сотрудников генконсульства СССР в Кантоне (Гуанчжоу), обыском английской полицией в помещениях советско-английского акционерного общества АРКОС, последовавшим затем разрывом дипломатических отношений с Великобританией и другие подобные факты побудили руководство Наркоминдела позаботиться о большей сохранности документов советских загранучреждений. Была создана комиссия, в состав которой вошли А. М. Коллонтай, Я. Х. Давтян, И. И. Спильванек. Члены комиссии обследовали положение в Общем архиве и представили коллегии НКИД доклад, в котором резко критиковалось сложившееся положение. Указывалось, что Архив представляет собой склад неразобранных и несистематизированных материалов, поступающих на хранение из-за границы, отсутствует план обработки этих материалов.
Учитывая решение комиссии, коллегия НКИД приняла 8 декабря 1929 г. решение об объединении всех документальных материалов наркомата, секретных и общих, в единый Политархив.
В последующие годы деятельность Политархива неоднократно рассматривалась на заседаниях Коллегии НКИД, и там принимались решения, направленные на дальнейшее совершенствование архивной службы в тесной увязке с задачами оперативной дипломатической работы.
19 апреля 1936 г. заместитель наркома Б. С. Стомоняков утвердил первое положение о Политархиве, предусматривавшее, наряду с хранением и учетом документов, включая межгосударственные договоры и соглашения, подлинные картографические материалы о государственных границах СССР, разработку архивных материалов, составление досье и справок по вопросам внешней политики СССР и его взаимоотношений с зарубежными странами и многое другое.
К началу Великой Отечественной войны в Политархиве насчитывалось более 500 тыс. архивных дел, из них только немногим больше одной десятой составляли секретные дела. В связи с решением советского правительства об эвакуации правительственных учреждений из Москвы, включая НКИД СССР, заведующий Политархивом И. К. Зябкин докладывал 27 июня 1941 г. генеральному секретарю Наркоминдела А. А. Соболеву о плане эвакуации архивов, для чего предусматривалось разбить их на несколько групп. К материалам первостепенной важности были отнесены подлинные договорные акты (около 2 тонн), ноты и приказы по НКИД (около 1 тонны), архивы секретариатов наркомов и Коллегии НКИД (около 6 тонн), архивы территориальных отделов центрального аппарата НКИД, личные дела сотрудников.
Работники Политархива, работая с утра до глубокой ночи, за четыре дня упаковали все документы и материалы первой очереди, подготовив их к эвакуации. Тары не хватало. 2 июля 1941 г. Наркоминдел запросил в Управлении делами Совнаркома СССР дополнительно 200 ящиков и 200 мешков, а на другой день — еще 400 ящиков.
5 июля 1941 г. Совет Народных Комиссаров СССР издал распоряжение, согласно которому наркоматам и учреждениям предписывалось принять меры по разгрузке архивов от материалов, не подлежащих длительному хранению. В соответствии с этим постановлением в НКИД был издан приказ от 7 июля о создании комиссии «по разгрузке архивов и текущего делопроизводства от материалов, не имеющих оперативной и научно-исторической ценности». Председателем комиссии стал А. П. Павлов, в неё вошли также Г. Н. Зарубин, И. К. Зябкин, Г. Ф. Саксин, В. Н. Павлов и др. Все они стали впоследствии известными советскими дипломатами, а тогда только начинали свою дипломатическую карьеру. Комиссия, мобилизовав сотрудников Архива и ряда других отделов НКИД, проделала эту гигантскую работу в кратчайшие сроки, причем просмотр материалов, их отбор и оформление на уничтожение проводились самым тщательным образом, без скидок на обстоятельства. Например, был уничтожен не представлявший особой ценности весь несекретный фонд Отдела печати за 1917—1941 годы. Конечно, имелись и огрехи, но связаны они были больше с тем, что новое поколение советских дипломатов, «воспитанных партией», нетерпимо относилось к своим изгнанным из НКИД предшественникам, так называемым «врагам народа». «Вас расстрелять мало», — заявил руководителям Политархива тогдашний заместитель наркома Деканозов, пришедший в НКИД из НКВД и разговаривавший с сотрудниками на привычном для него языке, когда узнал, что была уничтожена личная переписка Чичерина с зарубежными политическими и общественными деятелями.
К 17 июля 1941 г. было упаковано и готово к отправке 510 ящиков (около 26 тонн). На другой день, 18 июля, Совет по эвакуации издал распоряжение за подписью Н. М. Шверника, в котором, в частности, говорилось:
1. Разрешить Наркоминделу эвакуировать из г. Москвы в г. Мелекесс Куйбышевской области особо секретную часть Политического архива НКИД.
2. Обязать Куйбышевский облисполком выделить НКИД соответствующее помещение для размещения архива.
3. Обязать НКПС выделить Наркоминделу 6 вагонов для перевозки архива и сопровождающей его охраны.

28 июля первая партия архивов прибыла к месту назначения. Архив в Мелекессе разместили в помещении клуба организации, именовавшейся «Главмука», а дипломаты, работавшие в архиве, стали для посторонних «сотрудниками клуба». В конце августа в Мелекесс прибыла оставшаяся часть архивов.
Осенью в Куйбышев (Самара) переехал центральный аппарат Наркоминдела, который возглавлялся первым заместителем наркома А. Я. Вышинским. Нарком В. М. Молотов с небольшим коллективом сотрудников остался в Москве.
Работа в архиве не прекращалась, несмотря на тяжелые условия, в которых приходилось трудиться. Только в 1942 году в Куйбышев из Мелекесса было отправлено по запросам руководства НКИД более 3,5 тыс. архивных дел. Продолжалась научная обработка фондов.
После победы Красной Армии в битве на Курской дуге первая партия архивных документов была возвращена в Москву, а все остальные архивы — в феврале 1944 г.
Нужно отдать должное военному поколению архивистов, которые, невзирая на серьезные бытовые и служебные трудности, сумели сохранить для потомков ценнейшие документальные материалы.
В декабре 1945 г. в соответствии с постановлением Совнаркома было создано Архивное управление НКИД СССР, куда вошел и Политархив. Это решение правительства предусматривало значительное расширение функций архивной службы в связи с общей активизацией внешнеполитической деятельности СССР после окончания Великой Отечественной войны. В составе Архивного управления появились новые отделы: научно-издательский, Архив внешней политики России, состоящий из документов Коллегии и бывшего Министерства иностранных дел за 1720—1917 гг., находившихся до этого в ведении НКВД, и Архив иностранных государств, созданный из вывезенных из Германии и других стран так называемых «трофейных фондов», которые позже были возвращены.
В марте 1946 г. все наркоматы Советского Союза были переименованы в министерства.
В августе 1958 г. Архивное управление было преобразовано в Историко-дипломатическое управление МИД, состоявшее из Архива внешней политики СССР, Архива внешней политики России, научно-исследовательского и научно-издательского отделов. Сложившаяся структура оказалась устойчивой и просуществовала более трех десятилетий. В 1992 г. Историко-дипломатическое управление было преобразовано в Историко-документальное управление, а в 1993 г. — в Историко-документальный департамент Министерства.
Создание в 1958 г. Историко-дипломатического управления совпало с очень значительным для Архива внешней политики СССР событием — переездом в новое здание МИД. Если раньше Архив ютился в подвалах дома на Кузнецком мосту, где находился Наркоминдел, то теперь он переселился в ризалит высотного административного здания на Смоленской площади, в специально оборудованные для этой цели архивохранилища. Сейфы, в которых хранились наиболее важные документы, могли выдержать, по утверждению завода-изготовителя, нахождение в огне в течение 48 часов. Таким образом, Архив получил по тем временам первоклассные помещения.
К сожалению, тогдашнее руководство МИДа не сумело предвидеть того информационного «бума», который за несколько лет «съел» имевшийся незначительный резерв площади архивохранилищ. Уже в середине 60-х годов встал вопрос о строительстве нового здания для Архива. После многочисленных ходатайств и согласований были выделены финансовые средства на строительство нового здания.
Однако вместо здания в 12 этажей, как задумывалось, было предложено построить в целях экономии средств восьмиэтажное здание архива. Предполагалось даже вселить в это здание Архив внешней политики СССР и Архив внешней политики России, документы которого находились в отдельном здании на ул. Б.Серпуховская, 15. Слияние двух архивов создало бы немыслимые условия для работы. Только благодаря энергии и настойчивости сотрудников Историко-дипломатического управления эту непродуманную акцию удалось предотвратить и сохранить архивные помещения на Б.Серпуховской. Строительство нового здания растянулось на 10 лет, за это время архивная техника ушла вперед.
Летом 1977 г. первые сотни тысяч дел были перемещены в новое здание по Плотникову пер., 11. Остальные дела перевозились летом следующего года. Была проделана колоссальная физическая работа, в основном женщинами — сотрудницами Архива, глубоко преданными своему делу. При этом текущая оперативная деятельность Архива не прерывалась ни на один день.
В конце 80-х годов, по мере того как набирали силу гласность и открытость во внешней политике, становилась все более ощутимой необходимость обеспечения доступа исследователей к архивным материалам Министерства иностранных дел.
Вопросы, относящиеся к рассекречиванию архивных документов, регулируются целым рядом законодательных актов Российской Федерации** В частности, имеются в виду Закон Российской Федерации о государственной тайне от 21 июля 1993 г. № 5485-I с изменениями и дополнениями от 18 июля 2010 г.; Основы законодательства Российской Федерации об Архивном фонде Российской Федерации и архивах и др. и входят в компетенцию Федерального архивного агентства, федеральных и ведомственных архивов, Межведомственной комиссии по защите государственной тайны.

## После распада Советского Союза
С 1992 г. АВП СССР стал называться Архивом внешней политики Российской Федерации.
В настоящее время в АВП РФ можно назвать несколько больших групп материалов, которые числятся в 1873 фондах. Фонды нумеруются в соответствии с порядком, в котором они первоначально числились в Списке фондов.
Коллекция «Международные договорные акты». Эта коллекция складывалась со времени создания Политархива и особенно быстро стала расти после того, как Совет Министров СССР принял 2 марта 1951 г. постановление о возложении на МИД обязанностей постоянного хранения подлинных международных договорных актов. Эта функция депозитария возложена на МИД России Законом Российской Федерации «О международных договорах» от 15 июня 1995 г. Коллекция состоит из трех частей: двусторонние договорные акты, многосторонние договорные акты с участием Российской Федерации (СССР) и документы о демаркации и редемаркации государственной границы. Материалы из этой коллекции в читальный зал не выдаются, чтобы не нарушить скрепляющие их печати. Большинство договоров публикуется в Собрании законодательства Российской Федерации, а ранее публиковалась в сериях «Сборники действующих договоров» и «Международные договоры», издававшихся Правовым департаментом МИД России.
Следующей группой материалов являются фонды секретариатов министров (наркомов), их заместителей, членов Коллегии НКИД, материалы и постановления Коллегии МИД (НКИД). Эти фонды, формировавшиеся в основном в 20-40-е годы XX века, — фонды Г. В. Чичерина, Л. М. Карахана, М. М. Литвинова, Н. Н. Крестинского и других — содержат богатую переписку по курировавшимся ими странам.
В фонде секретариата замнаркома иностранных дел С. А. Лозовского с 1939 по 1946 год, насчитывающего более 1700 дел, можно найти записки НКИД в ЦК ВКП(б), докладные записки наркому, записи его бесед с иностранцами, а также записи бесед других руководящих сотрудников НКИД, нотную переписку с иностранными дипломатическими представителями в Москве, главным образом стран Востока, которые он курировал, сводки и бюллетени Отдела печати НКИД, справки по различным внешнеполитическим проблемам, переписку Всесоюзного общества по культурным связям с заграницей (ВОКС), АН СССР, Союза обществ Красного Креста и Красного Полумесяца (СОКК), Союза советских писателей и др.
Наряду с перепиской по общим вопросам в этом фонде хранятся материалы по отдельным странам, например документы о шагах египетского правительства по установлению дипломатических отношений с СССР в 1943 году, о сотрудничестве с Китаем в 1945 году и о визите министра иностранных дел Китая Сун Цзынвеня в Москву, о межсоюзном контрольном механизме для Японии и др.
Значительно большее количество архивных дел и, соответственно, документов по различным вопросам хранятся в фондах секретариатов тех министров, которые находились на своем посту более продолжительное время. Так, в фонде секретариата Г. В. Чичерина насчитывается свыше 9 тыс. дел, в фонде секретариата М. М. Литвинова — около 3 тыс. дел, в фонде секретариата В. М. Молотова — свыше 12 тыс. дел. Образование фондов секретариатов продолжалось вплоть до середины 50-х годов. Воссозданный в 1957 году Генеральный секретариат уже не концентрировал в своем фонде ту разномастную палитру документов, которая была характерна для фондов министра и его заместителей.
В фондах территориальных департаментов находятся материалы по конкретным странам. Названия департаментов, (например Первый Европейский департамент, Второй департамент Азии и т. д.) и число стран, в них входящих, могут меняться, но дела референтуры или отдела по той или иной конкретной стране продолжают сдаваться в архив по строго определенной описи в порядке хронологии. По каждой из стран, с которыми Российская Федерация, правопреемник СССР, поддерживает дипломатические отношения, формируется фонд, который состоит из секретных и несекретных документов. Число дел в зависимости от страны и активности внешнеполитических связей различно, но принцип формирования архивных дел остается общим.
Следующей категорией архивных материалов являются фонды посольств. Фонды посольств Российской Федерации за границей образуются непосредственно в посольствах и постоянно пополняются. Существуют так называемые «мертвые фонды», то есть фонды тех посольств, которые перестали существовать, например, посольство в ГДР. В то же время бывшие «мертвые фонды», например, по странам Балтии, ожили вновь. В настоящее время материалы фондов посольств в связи с улучшением средств связи несколько обеднели по сравнению с прошлым. Но все же многие документы можно найти только там. В фондах посольств откладываются нотная переписка с министерством иностранных дел страны пребывания и посольствами третьих стран, переписка по экономическим и культурным вопросам, обмену студентами и т. д.
Во многих посольствах составляются такие документы, как хроника событий, обзоры печати страны пребывания. Учитывая, что в наших библиотеках не всегда можно найти газеты, например, Боливии или Сингапура, обзоры печати, сделанные работниками посольства, имеют очень большую ценность для российских исследователей.
По характеру документации к фондам посольств примыкают и фонды представительств Российской Федерации при международных организациях, в частности при ООН (Нью-Йорк), Европейском отделении ООН (Женева), ЮНЕСКО (Париж) и др.
Консульские учреждения МИД за рубежом могут представлять интерес для тех исследователей, которые занимаются не столько изучением большой политики, сколько исследованием деталей двусторонних отношений или истории конкретной страны. В этой связи хотелось бы упомянуть документы консульских учреждений 20-х годов. Именно в одном из них были обнаружены автографы Н. К. Рериха.
Фонды международных совещаний и конференций содержат документы не только наших делегаций, но и официальные материалы различных органов самих организаций, например Мирной конференции в Брест-Литовске 1918 г., Генуэзской конференции 1922 г., Конференции по разоружению в рамках Лиги наций 1932 г., Тегеранской, Ялтинской и Потсдамской конференций глав государств и правительств в период Второй мировой войны, конференции по выработке Устава и созданию ООН в Сан-Франциско, Парижской мирной конференции 1947 г. и др.
Каждый архив гордится своими раритетами. Редкими, уникальными документами гордится и Архив внешней политики Российской Федерации, в котором хранятся автографы многих государственных и политических деятелей СССР и России, а также других стран мира (И. В. Сталина, Н. С. Хрущева, Ф. Д. Рузвельта, Ш. де Голля, У.Черчилля и др.). Немало интересных находок, связанных с именами известных писателей, ученых и музыкантов (М.Горький, С.Есенин, А.Эйнштейн, Ф.Шаляпин и др.) обнаружено в АВП РФ.
Одним из направлений деятельности Архива является сбор материалов личного происхождения, связанных с историей советской и российской дипломатии. Сейчас Архив располагает уже 142 личными фондами дипломатов разных поколений. Есть материалы, отражающие деятельность Г. В. Чичерина, В. А. Антонова-Овсеенко, А. М. Коллонтай, Я. З. Сурица, Я. А. Берзина, С. С. Александровского.
Материалы личных фондов — воспоминания, переписка, плакаты и грамоты, юбилейные медали, фотографии — в отличие от обычных служебных документов, хранящихся в Архиве, обладают яркой иллюстративностью, эмоциональностью. Они дают возможность почувствовать дух эпохи.
Хранящиеся в АВП РФ документы и материалы, охватывающие по времени сравнительно небольшой исторический период, представляют собой поистине бесценное достояние, без которого невозможно исследовать все нюансы и повороты в советской внешней политики.
Важной особенностью АВП РФ является то, что он всегда был и остается структурным подразделением Министерства иностранных дел Российской Федерации и выполняет задачи, тесно увязанные с оперативной деятельностью Министерства.
В настоящее время Архив внешней политики Российской Федерации, расположенный в двух зданиях — на Смоленской-Сенной, 32/34 и в Плотниковом пер., 11 — имеет более 26 км стеллажей, на которых размещены около 1500 тыс. единиц хранения.